# Roustam Tariko
Roustam Vassilievitch Tariko (en russe : Рустам Васильевич Тарико), né le 30 août 1961 à Menzelinsk, en RSSA tatare (RSFS de Russie, Union soviétique), est un homme d'affaires russe. Il est le fondateur du groupe Russky Standart, une des entreprises les plus dynamiques de Russie, spécialisée dans le service bancaire et d'assurance, la fabrication et la commercialisation de vodka premium et la distribution de spiritueux.

## Formation
Roustam part de sa ville natale du Tatarstan pour s'installer à Moscou à l'âge de 17 ans afin de poursuivre ses études en économie. Lors de la transformation économique et sociale du pays dans les années 1980-1990, Roustam Tariko voit rapidement le potentiel et l'occasion de fonder une entreprise. Lorsqu'il est étudiant, il accompagne et guide à Moscou des industriels italiens (notamment dans le domaine de la confiserie, Ferrero), créant ainsi ses premiers liens d'affaires dans un pays en plein changement. Il parle couramment italien, français et anglais.
En 1987, il termine l'institut des ingénieurs du transport de Moscou. En 2000, il termine l'école française des affaires Insead.

## Carrière
En 1992, il fonde sa première entreprise, ROUST Inc., en choisissant de vendre des spiritueux et des chocolats italiens Ferrero. Puis il décroche des contrats avec Martini & Rossi, Bacardi et Baileys.
Lors de la crise financière de 1998 en Russie, il se fie à son intuition et continue à importer des produits de consommation étrangers. Alors que les Russes perdent confiance en leurs banques, Roustam Tariko fait le pari fou de monter une banque proposant des crédits à la consommation. Il lance ainsi la société Russky Standart en 1998.

## Vie privée
Il est marié et père de jumelles (Anna et Eva 2004) et d'un fils (2007).
C'est l'un des rares propriétaires de la voiture la plus chère au monde, la Bugatti Veyron. Il possède également un Boeing 737, ainsi qu'une villa en Sardaigne, la villa Minerva, une villa à Miami Beach et un yacht.
Lui et Yulia Polyachikhina ont eu deux autres enfants, Leo (né en 2020) et Rosa (née en 2021).